# تانيا غورغيفا
تانيا غورغيفا (بالبلغارية: Таня Георгиева)‏ هي راكبة الكنو بلغارية، ولدت في 12 يونيو 1970.

## وصلات خارجية
- تانيا غورغيفا على موقع أوليمبيديا (الإنجليزية)